# Ruhkreuz (Wörth am Main)
Koordinaten: 49° 47′ 47,1″ N, 9° 8′ 48,8″ O

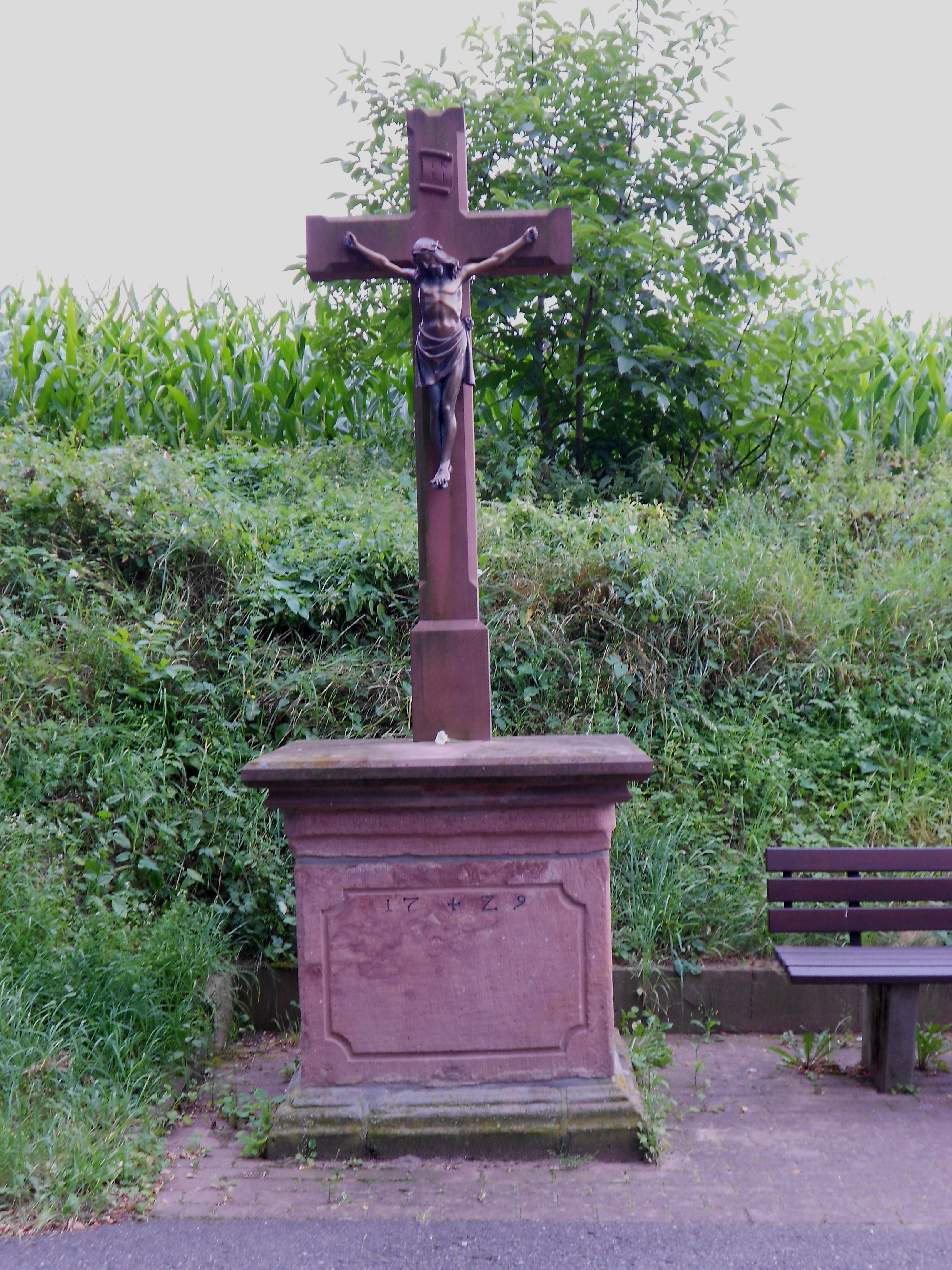
Ruhkreuz in Wörth am Main

Das Ruhkreuz ist ein Wegkreuz in Wörth am Main. Das 1729 aus rotem Sandstein gefertigte Kreuz ist unter der Aktennummer D-6-76-169-20 in der Denkmalliste für Wörth beim Bayerischen Landesamt für Denkmalpflege gelistet.

## Beschreibung
Auf einem 1,10 m hohen und 1,10 m breiten, gemauerten Altartisch mit leicht überstehender Abschlussplatte befindet sich ein 2 m hohes und 0,80 m breites Steinkreuz. Das Kreuz ist an den Kanten abgeschrägt. Der Christuskörper besteht aus Eisenguss und ist mit Goldbronze überstrichen. Im Vergleich zum wuchtigen Kreuz ist der Körper zu klein. In der Nazizeit wurde der Altartisch durch zwei SS-Leute beschädigt und der Christuskörper abgerissen. Erst Monate später ist dieser im als Breitenbach bezeichneten Unterlauf des Mutterbachs wiederentdeckt und am Kreuz befestigt worden.

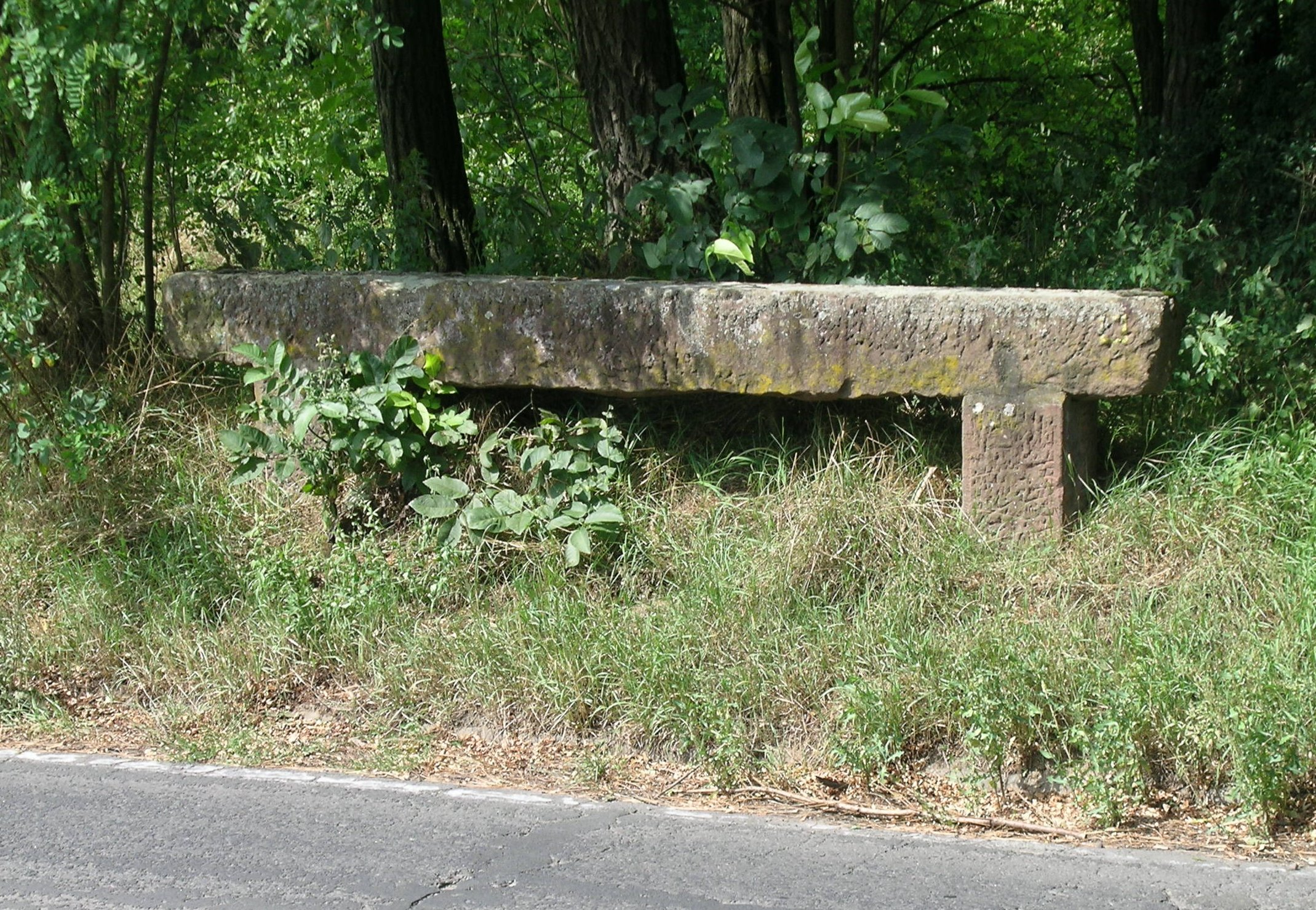
Ruhe gegenüber vom Ruhkreuz

Auf der gegenüberliegenden Straßenseite befindet sich eine 3,30 m lange Ruhe bzw. Abstellbank. Das bei kleineren Landwirtschaften für ein bis zwei Tage benötigte Grünfutter wurde in der damaligen Zeit meist von Frauen auf dem Kopf getragen. Das Futter oder Heu wurde in ein quadratisches Leinen- oder Nesseltuch eingeschlagen und wog bis zu 25 oder 30 Kilogramm. Am Ruhstein konnten die Frauen die Last ablegen und eine kurze Rast einlegen.

## Standort
Das Ruhkreuz befindet sich an der Landstraße nach Seckmauern an der Einmündung des Feldweges vom Mittel-Gewände.

## Datierung
Das Ruhkreuz ist im Zusammenhang mit dem Neubau der St. Wolfgangskirche im Jahre 1729 erschaffen worden.